# Mirko Savini
Mirko Savini (Roma, 11 marzo 1979) è un allenatore di calcio ed ex calciatore italiano, di ruolo difensore o centrocampista, tecnico della Recanatese.

## Caratteristiche tecniche

### Giocatore
Nasce difensore centrale, ma dalla stagione 2006-2007 si adattò anche come esterno sinistro di centrocampo, dimostrando versatilità tattica e tempra caratteriale.

## Carriera

### Giocatore
Cresciuto nella Lodigiani in Serie C1, approda alla Fermana nella stagione 2000-2001 dove disputa 60 partite in due stagioni, per poi venire acquistato dall'Ascoli in Serie B nel 2002 (45 presenze con la maglia bianconera). Le sue prestazioni convinsero la Fiorentina ad acquistarlo nel mercato invernale di gennaio 2004 dove disputa 18 partite contribuendo alla promozione in Serie A del club gigliato.
Con la squadra gigliata conquistata la Serie A nel luglio del 2004. L'anno successivo è chiuso in squadra dal neoacquisto Chiellini. Nell'estate del 2005 lascia la Fiorentina e decide di ripartire dalla Serie C con il Napoli.
Alla prima stagione al Napoli gioca nel ruolo di terzino sinistro, ma un infortunio lo tiene fuori dal campo per 3 mesi. Con la società partenopea conquista la Serie B nella stagione successiva e in questa categoria continua ad essere titolare nel nuovo schema di mister Reja, il 3-5-2. Con il Napoli conquista anche la Serie A.
Nella stagione 2007-2008 colleziona 29 presenze in campionato.
Nella stagione 2008-2009 viene messo fuori rosa per divergenze con la società riguardo al prolungamento del contratto. 
Dopo mezza stagione passata in tribuna, il 20 gennaio 2009 viene acquistato a titolo definitivo dal Palermo dopo aver rescisso il contratto con il Napoli.
Cinque giorni dopo esordisce con la maglia rosanero, subentrando nella ripresa nel corso della gara vinta per 3-2 contro l'Udinese. Termina la stagione con 11 presenze, quasi tutte da subentrato a partita in corso.
Svincolatosi dai rosanero, l'11 luglio 2009 firma un contratto triennale con i greci del PAOK L'esordio con la nuova maglia risale al 20 agosto 2009, in PAOK-Heerenveen (1-1) di Europa League. Il 30 agosto esordisce nella massima serie greca, in PAOK-Levadiakos (3-0). Segna la sua prima rete con la maglia della squadra greca il 2 maggio 2010 nel 2-0 casalingo contro l'Aris Salonicco.
Dopo aver risolto il contratto con il club greco nell'estate del 2011, il 27 dicembre successivo si aggrega in prova al Varese, ma non viene ingaggiato.

### Vice-Allenatore
Dal giugno 2012 è collaboratore tecnico di Cristian Bucchi nella Primavera del Pescara. Dal 5 marzo 2013, da quando Bucchi è l'allenatore della prima squadra del Pescara, diviene collaboratore tecnico della squadra che milita in Serie A.
Il 12 luglio 2013, con l'approdo di Bucchi sulla panchina del Gubbio, diventa allenatore in seconda del club umbro.
Segue, come secondo, Cristian Bucchi, alla guida della Torres, della Maceratese e del Perugia poi.
Dopo essere giunto fino alla semi-finale play-off della Serie B 2016-2017 con il Perugia,nel 2017, segue ancora Bucchi, come vice al Sassuolo in Serie A.
Nell'estate del 2018 sempre con Bucchi, assumono la guida del Benevento, in Serie B. Dopo essere arrivati in seminale playoff, per la promozione in serie A non vengono confermati e per la stagione 2019-2020, ancora insieme, assumono la guida dell'Empoli, in Serie B. Il 12 novembre 2019 sono entrambi sollevati dalla guida tecnica dei toscani.
Nel luglio 2021 sempre con Bucchi, vengono ingaggiati alla guida della Triestina in Serie C; mentre un anno più tardi, nel giugno 2022 passano all'Ascoli
A settembre 2023 inizia il master UEFA Pro a Coverciano, il massimo livello di formazione per un tecnico. Termina il corso ottenendo la qualifica ad ottobre 2024.

#### Fermana
Il 5 marzo 2025, a 8 partite dalla fine del campionato, viene ufficializzato quale nuovo tecnico della Fermana (militante nel Girone F di Serie D). 
Al termine della stagione, in seguito ad una retrocessione praticamente già segnata prima del suo arrivo, termina la propria esperienza con i canarini.

#### Recanatese
Il 2 luglio 2025 la Recanatese, squadra marchigiana di Serie D, comunica di avergli affidato la guida tecnica della prima squadra.

## Statistiche

### Presenze e reti nei club
| Stagione          | Squadra           | Campionato        | Campionato | Campionato | Coppe nazionali | Coppe nazionali | Coppe nazionali | Coppe continentali | Coppe continentali | Coppe continentali | Totale | Totale |
| Stagione          | Squadra           | Comp              | Pres       | Reti       | Comp            | Pres            | Reti            | Comp               | Pres               | Reti               | Pres   | Reti   |
| ----------------- | ----------------- | ----------------- | ---------- | ---------- | --------------- | --------------- | --------------- | ------------------ | ------------------ | ------------------ | ------ | ------ |
| 1996-1997         | Lodigiani         | C1                | 0          | 0CI+CI-C   | ?               | ?               | -               | -                  | -                  |                    | 0      | 0      |
| 1997-1998         | Lodigiani         | C1                | 31         | 0          | CI+CI-C         | ?               | ?               | -                  | -                  | -                  | 31     | 0      |
| 1998-1999         | Lodigiani         | C1                | 30         | 1          | CI+CI-C         | ?               | ?               | -                  | -                  | -                  | 30     | 1      |
| 1999-2000         | Lodigiani         | C1                | 29         | 0          | CI+CI-C         | ?               | ?               | -                  | -                  | -                  | 29     | 0      |
| Totale Lodigiani  | Totale Lodigiani  | Totale Lodigiani  | 92         | 1          |                 | ?               | ?               | -                  | -                  | -                  | 92     | 1      |
| 2000-2001         | Fermana           | C1                | 31         | 0          | CI+CI-C         | 1+?             | 0+?             | -                  | -                  | -                  | 32+    | 0+     |
| 2001-2002         | Fermana           | C1                | 29         | 0          | CI+CI-C         | ?               | ?               | -                  | -                  | -                  | 29+    | 0+     |
| Totale Fermana    | Totale Fermana    | Totale Fermana    | 60         | 0          |                 | 1+              | 0+              | -                  | -                  | -                  | 60     | 0      |
| 2002-2003         | Ascoli            | B                 | 31         | 0          | CI              | 3               | 0               | -                  | -                  | -                  | 34     | 0      |
| 2003-gen. 2004    | Ascoli            | B                 | 14         | 0          | CI              | 0               | 0               | -                  | -                  | -                  | 14     | 0      |
| Totale Ascoli     | Totale Ascoli     | Totale Ascoli     | 45         | 0          |                 | 3               | 0               | -                  | -                  | -                  | 48     | 0      |
| gen.-giu. 2004    | Fiorentina        | B                 | 18         | 0          | CI              | 0               | 0               | -                  | -                  | -                  | 18     | 0      |
| 2004-2005         | Fiorentina        | A                 | 11         | 0          | CI              | 6               | 0               | -                  | -                  | -                  | 17     | 0      |
| Totale Fiorentina | Totale Fiorentina | Totale Fiorentina | 31         | 0          |                 | 6               | 0               | -                  | -                  | -                  | 37     | 0      |
| 2005-2006         | Napoli            | C1                | 10         | 0          | CI+CI-C         | 3+?             | 0+?             | -                  | -                  | -                  | 13+    | 0+     |
| 2006-2007         | Napoli            | B                 | 33         | 0          | CI              | 4               | 0               | -                  | -                  | -                  | 37     | 0      |
| 2007-2008         | Napoli            | A                 | 29         | 0          | CI              | 2               | 0               | -                  | -                  | -                  | 29     | 0      |
| 2008-gen. 2009    | Napoli            | A                 | 0          | 0          | CI              | 0               | 0               | CU                 | 0                  | 0                  | 0      | 0      |
| Totale Napoli     | Totale Napoli     | Totale Napoli     | 72         | 0          |                 | 9               | 0               |                    | 0                  | 0                  | 81     | 0      |
| gen.-giu. 2009    | Palermo           | A                 | 11         | 0          | CI              | 0               | 0               | -                  | -                  | -                  | 11     | 0      |
| 2009-2010         | PAOK              | SLE               | 12+3       | 0+1        | CG              | 2               | 0               | UEL                | 2                  | 0                  | 19     | 1      |
| 2010-2011         | PAOK              | SLE               | 7+1        | 0          | CG              | 3               | 0               | UEL                | 0                  | 0                  | 11     | 0      |
| Totale PAOK       | Totale PAOK       | Totale PAOK       | 23         | 1          |                 | 5               | 0               |                    | 2                  | 0                  | 30     | 1      |
| Totale carriera   | Totale carriera   | Totale carriera   | 334        | 2          |                 | 24+             | 0               |                    | 2                  | 0                  | 360    | 2      |

## Palmarès

### Giocatore
- Serie C1: 1

Napoli: 2005-2006